# Gregorio Serrano Romero
Gregorio Serrano Romero (Madrid, España, 23 de octubre de 1942) es un exfutbolista y entrenador de fútbol español. Es reconocido por haber pasado por casi todos los cargos del club Getafe C. F.

## Trayectoria
Entre 1967 y 1971 Gregorio jugo como extremo derecho en el Getafe Deportivo, equipo del que fue capitán y además anoto gol en la inauguración en el estadio Municipal de Las Margaritas, tras su salida del equipo se convirtió en entrenador de las divisiones inferiores del equipo.
En 1983 cuando desapareció el Getafe Deportivo para dar paso al nuevo Getafe CF Gregorio se convirtió en el primer entrenador en la historia del nuevo equipo, tiempo en el cual logro 4 ascensos consecutivos.
En la actualidad Gregorio es el presidente de la asociación de veteranos del Getafe C.F.

## Clubes

### Como jugador
| Club             | País   | Año       |
| ---------------- | ------ | --------- |
| Getafe Deportivo | España | 1967-1971 |

### Como entrenador
| Club      | País   | Año       |
| --------- | ------ | --------- |
| Getafe CF | España | 1983-1987 |